# Slaviša Koprivica
Slaviša Koprivica (in serbo Славиша Копривица?; Belgrado, 17 giugno 1968) è un ex cestista serbo.

## Biografia
È il padre di Balša Koprivica, anch'egli cestista.

## Palmarès
- YUBA liga: 2

Partizan Belgrado: 1986-87, 1991-92
- Coppa di Jugoslavia: 1

Partizan Belgrado: 1992
- Coppa dei Campioni: 1

Partizan Belgrado: 1991-92
- Coppa di Polonia: 1

Znic Pruszków: 1999